# Topologische Algebra
Eine topologische Algebra ist eine mathematische Struktur. Es handelt sich um eine  Algebra, in der Regel über dem Körper {\displaystyle \mathbb {K} } der reellen oder komplexen Zahlen, die eine Topologie trägt, so dass die algebraischen Operationen, das heißt die Addition, die Multiplikation und die skalare Multiplikation stetig sind. Derartige Algebren, deren prominenteste Vertreter Banachalgebren sind, werden in der Funktionalanalysis untersucht.

## Definition
Eine topologische {\displaystyle \mathbb {K} }-Algebra ist eine {\displaystyle \mathbb {K} }-Algebra {\displaystyle A}, so dass die Abbildungen
- {\displaystyle A\times A\rightarrow A,\,(a,b)\mapsto a+b}
- {\displaystyle A\times A\rightarrow A,\,(a,b)\mapsto a\cdot b}
- {\displaystyle \mathbb {K} \times A\rightarrow A,\,(\lambda ,a)\mapsto \lambda a}

stetig sind. {\displaystyle A} ist damit ein topologischer Vektorraum, auf dem eine stetige Multiplikation definiert ist.

## Wichtige Klassen

### Banachalgebren
Die bekanntesten Beispiele sind normierte Algebren, speziell Banachalgebren. Insbesondere für letztere wurde eine umfangreiche Theorie entwickelt. Wichtige Spezialfälle sind C*-Algebren, insbesondere Von-Neumann-Algebren, und Gruppenalgebren {\displaystyle L^{1}(G)} in der harmonischen Analyse.

### Fréchet-Algebren
Hierbei handelt es sich um Algebren, die bezüglich einer Folge {\displaystyle (p_{n})_{n}} submultiplikativer Halbnormen einen Fréchet-Raum bilden. Die Submultiplikativität der Halbnormen sichert die Stetigkeit der Multiplikation. 
Die {\displaystyle \mathbb {C} }-Algebra {\displaystyle C(X)} aller stetigen Funktionen {\displaystyle X\rightarrow \mathbb {C} } auf einem separablen, lokalkompakten Hausdorffraums {\displaystyle X} wird zu einer Fréchet-Algebra, wenn die Topologie durch die Halbnormen
{\displaystyle \textstyle p_{n}(f):=\sup _{x\in K_{n}}|f(x)|}
definiert, wobei {\displaystyle K_{n}} eine Folge kompakter Mengen {\displaystyle K_{n}\subset X} ist, für die {\displaystyle K_{n}} im Inneren von {\displaystyle K_{n+1}} liegt und die {\displaystyle \textstyle X=\bigcup _{n\in \mathbb {N} }K_{n}} erfüllen. {\displaystyle C(X)} trägt dann die Topologie der kompakten Konvergenz und wird deshalb auch mit {\displaystyle C_{c}(X)} bezeichnet.
Ist speziell {\displaystyle X\subset \mathbb {C} ^{n}} eine offene Menge, so bildet die Algebra {\displaystyle H(X)} der holomorphen Funktionen eine Unter-Fréchet-Algebra von {\displaystyle C_{c}(X)}. 
Diese Algebren sind nicht normierbar, also insbesondere keine Banachalgebren, sie spielen in der Funktionentheorie mehrerer Veränderlicher eine Rolle.

### LMC-Algebren
Eine LMC-Algebra, oder auch lokal multiplikativ-konvexe Algebra, ist eine Algebra mit einer lokalkonvexen Topologie, die von einer Familie submultiplikativer Halbnormen definiert wird. 
Die Submultiplikativität sichert die Stetigkeit der Multiplikation. 
Die vollständigen LMC-Algebren nennt man auch Arens-Michael-Algebren, sie können mittels der Arens-Michael-Zerlegung untersucht werden.
Sei {\displaystyle X} ein topologischer Raum und {\displaystyle C(X)} die {\displaystyle \mathbb {K} }-Algebra der stetigen Funktionen {\displaystyle X\rightarrow \mathbb {K} } mit der Topologie der punktweisen Konvergenz. 
Diese wird von der Familie der submultiplikativen Halbnormen {\displaystyle p_{x}(f):=|f(x)|}, wobei {\displaystyle x\in X}, definiert. 
Ist {\displaystyle X} überabzählbar, so ist {\displaystyle C(X)} keine Fréchet-Algebra.

### Lokalkonvexe Algebren
Eine topologische Algebra heißt lokalkonvexe Algebra, wenn ihre Topologie lokalkonvex ist. Definitionsgemäß sind LMC-Algebren lokalkonvex, aber die Topologie einer lokalkonvexen Algebra wird nicht zwingend von einer Familie submultiplikativer Halbnormen erzeugt.
Als Beispiel betrachten wir die Algebra {\displaystyle \mathbb {C} (t)}, den Quotientenkörper des Polynomrings {\displaystyle \mathbb {C} [t]}. Wir definieren für {\displaystyle n\geq 1} Funktionen
{\displaystyle w_{n}:\mathbb {Z} \rightarrow \mathbb {R} ^{+},\,w_{n}(k)={\begin{cases}(1-k)^{n(1-k)}&{\text{falls }}k\leq -1\\1&{\text{falls }}k=0\\(1+k)^{-(k+1)/n}&{\text{falls }}k\geq 1\end{cases}}}
Jedes Element {\displaystyle f\in \mathbb {C} (t)} kann als Funktion einer komplexen Variablen aufgefasst werden und hat als solche eine Laurent-Entwicklung {\displaystyle \textstyle f(t)=\sum _{k=-\infty }^{\infty }a_{k}t^{k}}. Definiere nun die Halbnorm {\displaystyle p_{n}} auf {\displaystyle \mathbb {C} (t)} durch
{\displaystyle \textstyle p_{n}(f):=\sum _{k=-\infty }^{\infty }|a_{k}|w_{n}(k),\quad {\mbox{falls}}\quad f(t)=\sum _{k=-\infty }^{\infty }a_{k}t^{k}}.
Man kann zeigen, dass  {\displaystyle \mathbb {C} (t)} mit den Halbnormen {\displaystyle (p_{n})_{n}} eine lokalkonvexe Algebra ist, die keine LMC-Algebra ist.

## Eigenschaften
Wichtige Eigenschaften von Banachalgebren übertragen sich nicht auf allgemeinere Klassen. So ist die automatische Stetigkeit  von Homomorphismen von der Algebra in den Grundkörper, die bei Banachalgebren gegeben ist, bei  Fréchet-Algebren ein offenes Problem. Andere typische Eigenschaften von Banachalgebren sind in allgemeineren Situationen zusätzlich zu fordern. Das führt dann zu weiteren Klassen von Algebren.

### Q-Algebren
Eine topologische Algebra {\displaystyle A} mit Einselement heißt Q-Algebra, wenn die Menge {\displaystyle A^{-1}} der  invertierbaren Elemente offen ist. Eine topologische Algebra mit Einselement ist genau dann eine Q-Algebra, wenn das Innere von {\displaystyle A^{-1}} nicht leer ist. Das Spektrum eines Elements {\displaystyle a} einer Q-Algebra, das heißt die Menge {\displaystyle \{\lambda \in \mathbb {C} ;\,\lambda \cdot 1-a\notin A^{-1}\}\subset \mathbb {C} }, ist kompakt.
Jede Banachalgebra ist eine Q-Algebra, die  Fréchet-Algebra {\displaystyle C_{c}(\mathbb {R} )} ist keine Q-Algebra. 

### Algebren mit stetigen Inversen
Ist in einer topologischen Algebra {\displaystyle A} mit Einselement die Abbildung {\displaystyle A^{-1}\rightarrow A^{-1},\,x\rightarrow x^{-1}} stetig, so sagt man, {\displaystyle A} sei eine Algebra mit stetigen Inversen. 
Das obige Beispiel {\displaystyle \mathbb {C} (t)} einer lokalkonvexen Algebra hat keine stetigen Inversen. Man kann mittels der Arens-Michael-Zerlegung zeigen, dass LMC-Algebren stetige Inversen haben.